# Campionati italiani estivi di nuoto 1987
I Campionati italiani estivi di nuoto 1987 si sono svolti a Catania, nella piscina playa tra il 2 luglio e il 5 luglio 1987.

## Podi

### Uomini
| Evento               | Oro                                                                               | Tempo        | Argento | Tempo | Bronzo | Tempo |
| Stile libero         |                                                                                   |              |         |       |        |       |
| 50 m                 | Giovanni Franceschi                                                               | 23"63        | -       | -     | -      | -     |
| 100 m                | Giorgio Lamberti                                                                  | 50"82 - RI   | -       | -     | -      | -     |
| 200 m                | Giorgio Lamberti                                                                  | 1'49"08 - RI | -       | -     | -      | -     |
| 400 m                | Roberto Gleria                                                                    | 3'52"75 - RI | -       | -     | -      | -     |
| 1500 m               | Alessandro Ciucci                                                                 | 15'28"42     | -       | -     | -      | -     |
| Dorso                |                                                                                   |              |         |       |        |       |
| 100 m                | Stefano Battistelli                                                               | 57"71 - RI   | -       | -     | -      | -     |
| 200 m                | Stefano Battistelli                                                               | 2'02"67 - RI | -       | -     | -      | -     |
| Rana                 |                                                                                   |              |         |       |        |       |
| 100 m                | Lorenzo Carbonari                                                                 | 1'04"02      | -       | -     | -      | -     |
| 200 m                | Luca Sacchi                                                                       | 2'21"45      | -       | -     | -      | -     |
| Farfalla             |                                                                                   |              |         |       |        |       |
| 100 m                | Fabrizio Rampazzo                                                                 | 55"11        | -       | -     | -      | -     |
| 200 m                | Umberto Cattaneo                                                                  | 2'04"74      | -       | -     | -      | -     |
| Misti                |                                                                                   |              |         |       |        |       |
| 200 m                | Luca Sacchi                                                                       | 2'05"57      | -       | -     | -      | -     |
| 400 m                | Stefano Battistelli                                                               | 4'22"50      | -       | -     | -      | -     |
| Staffette            |                                                                                   |              |         |       |        |       |
| 4x100 m stile libero | Leonessa Brescia Roberto Gleria Marco Colombo Giorgio Lamberti Fabrizio Rampazzo  | 3'24"09      | -       | -     | -      | -     |
| 4x200 m stile libero | Leonessa Brescia Fabrizio Rampazzo Marco Colombo Giorgio Lamberti Roberto Gleria  | 7'33"07      | -       | -     | -      | -     |
| 4x100 m mista        | Nuotatori milanesi Giuseppe Tiano Marco Porzio Giovanni Franceschi Metello Savino | 3'52"31      | -       | -     | -      | -     |

### Donne
| Evento               | Oro                                                                    | Tempo        | Argento | Tempo | Bronzo | Tempo |
| Stile libero         |                                                                        |              |         |       |        |       |
| 50 m                 | Silvia Persi                                                           | 26"45        | -       | -     | -      | -     |
| 100 m                | Silvia Persi                                                           | 57"13 - RI   | -       | -     | -      | -     |
| 200 m                | Tanya Vannini                                                          | 2'03"46      | -       | -     | -      | -     |
| 400 m                | Manuela Melchiorri                                                     | 4'17"19      | -       | -     | -      | -     |
| 800 m                | Manuela Melchiorri                                                     | 8'45"91      | -       | -     | -      | -     |
| Dorso                |                                                                        |              |         |       |        |       |
| 100 m                | Manuela Carosi                                                         | 1'03"38 - RI | -       | -     | -      | -     |
| 200 m                | Laura Savarino                                                         | 2'15"27 - RI | -       | -     | -      | -     |
| Rana                 |                                                                        |              |         |       |        |       |
| 100 m                | Manuela Dalla Valle                                                    | 1'10"71      | -       | -     | -      | -     |
| 200 m                | Manuela Dalla Valle                                                    | 2'32"89 - RI | -       | -     | -      | -     |
| Farfalla             |                                                                        |              |         |       |        |       |
| 100 m                | Ilaria Tocchini                                                        | 1'01"26      | -       | -     | -      | -     |
| 200 m                | Ilaria Tocchini                                                        | 2'13"71 - RI | -       | -     | -      | -     |
| Misti                |                                                                        |              |         |       |        |       |
| 200 m                | Ilaria Tocchini                                                        | 2'17"69      | -       | -     | -      | -     |
| 400 m                | Roberta Felotti                                                        | 4'56"50      | -       | -     | -      | -     |
| Staffette            |                                                                        |              |         |       |        |       |
| 4x100 m stile libero | Roma Nuoto Manuela Carosi Manila Cavero Roberta Cantiani Silvia Persi  | 3'57"19      | -       | -     | -      | -     |
| 4x200 m stile libero | Roma Nuoto Manuela Carosi Manila Cavero Francesca Coleine Silvia Persi | 8'30"76      | -       | -     | -      | -     |
| 4x100 m mista        | Roma Nuoto Martina Giuliani Laura Belotti Manuela Carosi Silvia Persi  | 4'20"80      | -       | -     | -      | -     |